# Triepeolus helianthi
Triepeolus helianthi là một loài Hymenoptera trong họ Apidae. Loài này được Robertson mô tả khoa học năm 1897.